# Magdalena z Nagasaki
Św. Magdalena z Nagasaki (jap. 長崎のマグダレナ Nagasaki no Magudarena; ur. 1611 w Nagasaki, Japonia, zm. 16 października 1634 tamże) – święta Kościoła katolickiego, męczennica, tercjarka augustiańska i dominikańska.
Urodziła się w rodzinie chrześcijańskiej. Po przybyciu augustianów do Japonii służyła jako tercjarka, tłumaczka i katechetka, współpracując z o. Franciszkiem Terrero i Wincentym Simõesem. W 1632 obaj zakonnicy, którzy byli także jej duchowymi doradcami zostali zamordowani. Po ich śmierci współpracowała z o. Melchiorem od św. Augustyna i Marcinem od św. Mikołaja. Kiedy obaj zginęli skierowała się do dominikanina o. Jordana od św. Szczepana Ansalone.
W augustiańskim habicie Magdalena zadeklarowała się przed lokalnymi władzami jako chrześcijanka. Po 13 dniach tortur zmarła powieszona na narzędziu zwanym tsurushi. Po śmierci jej ciało spalono, a popiół rozsypano w zatoce Nagasaki.
Święta jest przedstawiana w habicie augustiańskim, ale także w habicie dominikańskim, którego nigdy nie nosiła.
Dzień jej wspomnienia przypada 28 września.
Beatyfikowana 18 lutego 1981 przez Jana Pawła II w grupie męczenników z Japonii (Dominik Ibáñez de Erquicia i towarzysze), kanonizowana razem z tą samą grupą męczenników 18 października 1987 przez Jana Pawła II. Główny ośrodek kultu świętej znajduje się w dzielnicy Binondo w Manili.